# Rodosz (sziget)

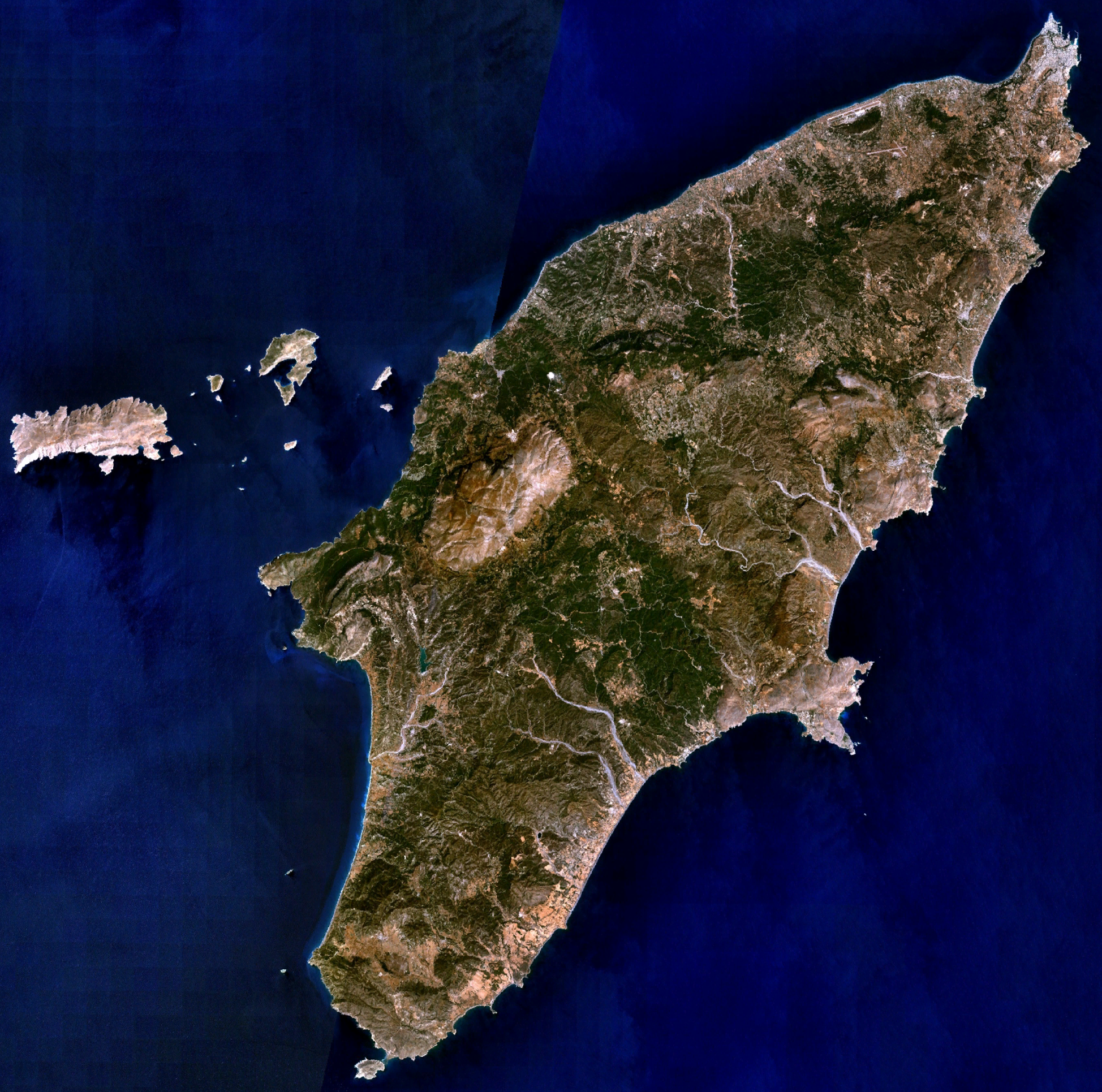
Műholdfelvétel Rodosz szigetéről

Rodosz (ógörög helyesírással: Ῥόδος; újgörög helyesírással: Ρόδος) görög sziget az Égei-tengerben, Anatólia délnyugati partja közelében, 18 km-re a Kara-foktól. A Dodekanészosz-szigetcsoport legnagyobb tagja. 
Lakossága 117 ezer fő (2007-ben), amely mintegy fele Rodosz városában él.
A rodoszi kolosszus az ókori világ hét csodájának egyike, egy óriási szobor volt, amelyet az Rodosz város kikötőjének bejárata felett állítottak fel. 
A 21. században a sziget Európa egyik népszerű turisztikai célpontja.

## Nevének eredete
A sziget nevét a rózsa szó ógörög megfelelőjéből vezetik le. Valószínűleg az őshonos, és ma is buján tenyésző gránátalma virágáról kapta ezt a nevet. Ógörög neve Rhodosz, latin neve Rhodus; latin nyelvű tárgyesetéből magyar kiejtéssel alakult ki a régies magyar Rodom változat.

## Földrajz

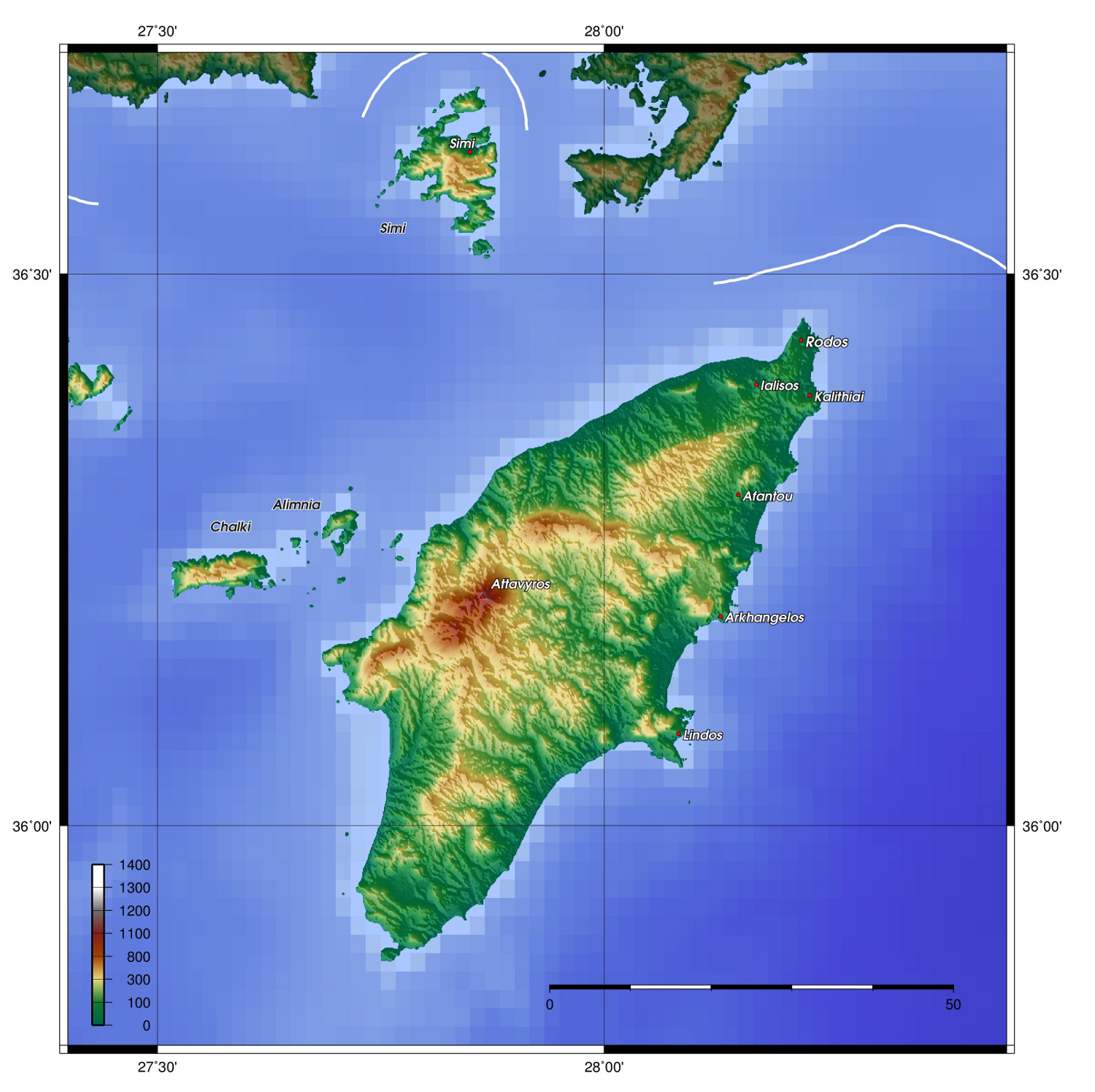
Rodosz domborzati térképe

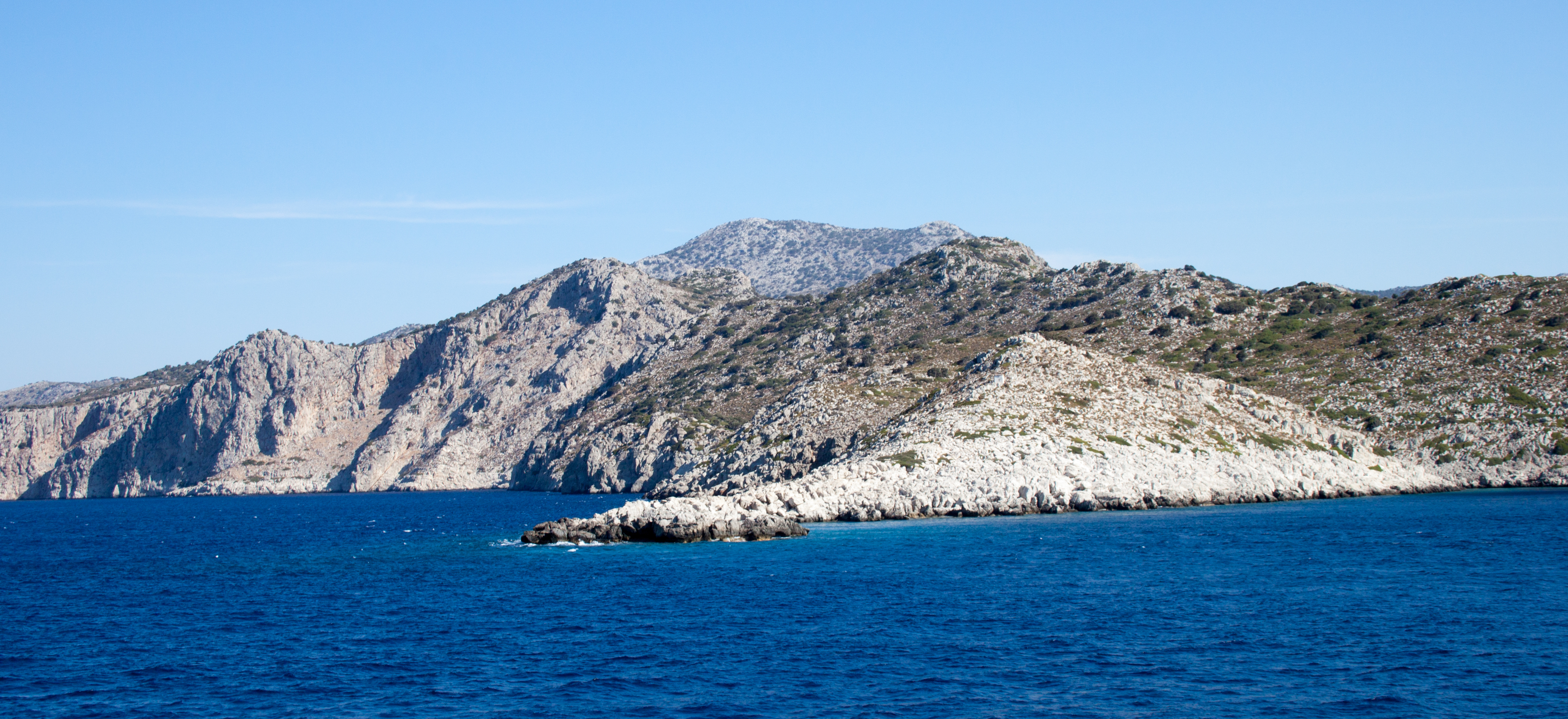
A legközelebbi török part, a Kara-fok a Rodosz és Szími közötti hajóúton

Rodosz a negyedik legnagyobb görög sziget (Kréta, Évia és Leszbosz után) és a Dodekanészosz szigetcsoport legnagyobb tagja. Legnagyobb hosszúsága, északkelet-délnyugat irányban, 73 km, legnagyobb szélessége északnyugat-délkelet irányban 25 km. Az Égei-tenger határvonalát alkotja, tőle délkeletre a tulajdonképpeni Földközi-tenger, illetve annak időnként Levantei-tengernek is nevezett része terül el. A török partok legközelebbi nyúlványai mindössze 18 km-re vannak.
A sziget tektonikailag aktív zónában helyezkedik el, az északra nyomuló afrikai lemez a történelem során gyakran okozott jelentős károkkal járó földrengéseket. (I. e. 227., a Kolosszus leomlása; i. sz. 155., 515., 1481., 1926.)
Partvonala több mint 200 km hosszú, a nyugati parton szürke homokos, kavicsos strandok a jellemzőek, a keleti parton homokos öblök találhatók a mészkősziklák előtt.
A sziget belseje dombos, változatos. Két magas terület emelkedik ki, az egyik a sziget legmagasabb csúcsával, az 1215 m-es kopár Atávirosz-heggyel valamint a 823 méteres Akramítisszel, a másik hegycsoport legmagasabb hegye az erdővel borított Profitisz lliasz (798 méter).
Állandó folyók nincsenek a szigeten, csak néhány forrás és kis patak (Epta Pigesz, Petaludesz). A téli esős évszakban a kiszáradt folyómedrek, aszóvölgyek megtelnek rohanó vízzel.

## Történelem
Szórványos régészeti leletek (kőszerszámok Koumelosz és Kalithiesz mellett) szerint Rodoszon már a neolitikumban, az i. e. 40. században éltek emberek, valószínűleg anatóliai bevándorlók. Az első azonosítható népcsoport a káriaiak voltak. A föníciaiak kereskedelmi telepeket és templomokat építettek. Az i. e. 16. században a minószi civilizáció hatókörébe került, Krétáról érkezett telepesek alapították a jaliszószi, kamiroszi és lindoszi településeket. Ezek és más helynevek is (mint Atávirosz) még nem-görög eredetűek.
A minószi civilizáció hanyatlása után, i. e. 1450 körül a mükénéi kultúrát képviselő akhájok foglalták el a szigetet. Homérosz szerint Rodosz kilenc hajóval járult hozzá az akhájok későbbi trójai háborújához, ezeket Héraklész fia, Tlepolemosz vezette.

### A görögök betelepülése

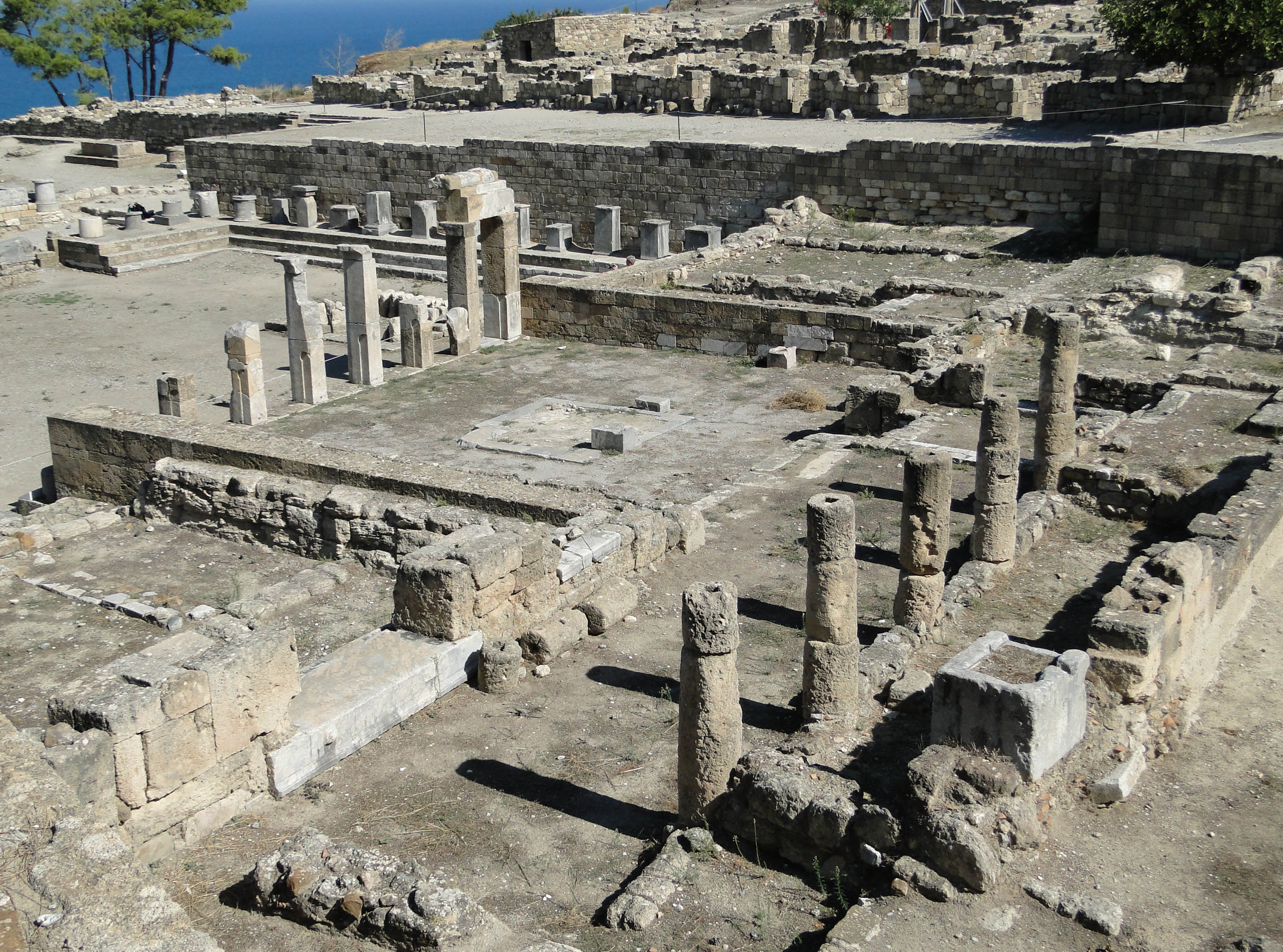
Kameirosz ókori görög romjai

A dórok i. e. 11. században érkeztek észak felől, és hamarosan Rodoszt is megszállták. Az itteni három település irányítását is átvették, és azokat az i. e. 8. században Kosszal, valamint a kis-ázsiai partokon lévő városaikkal, Halikarnasszosszal, Knidosszal egyesítve szövetséget, úgynevezett hexapoliszt (hat város) hoztak létre. Ezek a poliszok megőrizték függetlenségüket, de erős politikai és gazdasági kapcsolatokat létesítettek. Az unió évszázadokon át virágzott, tagjai kereskedtek Ciprussal, Egyiptommal, Szíriával, a föníciaiakkal
és természetesen a görög államokkal is. A fő kereskedelmi útvonal kelet felé vezetett a part menti hajózás révén. A rodosziak a kilikiai Tarsusban is kereskedelmi állomást hoztak létre i. e. 800 körül, de ez utóbbit i. e. 696-ban az asszírok támadása elpusztította. Ekkoriban hozták létre a lükiai Faszilíszban(en) a kereskedelmi raktáraikat. Rodosz később, más görög poliszokkal együttműködve, kolóniákat létesített Szicíliában (Gela, i. e. 688), Dél-Itáliában, a Baleár-szigeteken, az észak-afrikai partokon (Kiríni), az Ibériai-félsziget és a mai Franciaország földközi-tengeri partjain is.
I. e. 615 után rodosziak, más görög városállamokból származó társaikkal együtt az ókori Egyiptomban, Náfkratisz városában is megtelepedtek. Az i. e. 6. század elején két jaliszószi zsoldos, Telephosz és Anaxenor nevét vésték a núbiai Abu Szimbel-i óriási szobrokra.
A rodoszi városállamokban nem csak a kereskedelem virágzott, hanem a kézművesség is. A rodoszi kerámia vetekedett a korinthoszival és saját vonásokkal rendelkező aranyművesség is kialakult.
A görög–perzsa háborúk elején, i. e. 490-ben I. Dárajavaus perzsa király hadvezére, Datis (Datus) még sikertelenül ostromolta Lindosz várát, de néhány évvel később már sikerült elfoglalniuk a perzsáknak a szigetet. Rodosz így a szalamiszi csatában már a perzsák oldalán harcolt 40 hajóval. A nagy athéni győzelmek után Rodosz belépett a Déloszi Szövetségbe (i. e. 479), amelyet Athén és más égei-tengeri városállamok alapítottak.
A perzsa háborúk után a befolyásos Eratidesz család irányította Jaliszósz emelkedett ki a rodoszi városállamok közül. A család egyik tagja, Diagórasz(en) i. e. 464-ben olimpiai bajnokságot nyert, ami híressé tette városát a hellén világban. Diagórasz fia és unokája is olimpiai bajnok lett. A család politikailag szembefordult Athén befolyásával és a peloponnészoszi háború idején – egy jelentős spártai győzelem után – meggyőzték honfitársaikat: Rodosz átállt a másik oldalra és Spártával szövetkezett.
Diagórasz fia, Dorieusz kezdeményezte a három rodoszi polisz, Jaliszósz, Kamirosz és Lindosz összefogását is egy közös városállam létrehozására a sziget stratégiai fontosságú északi csücskében.  I. e. 408-ban tárgyalások útján létrehoztak egy alapokmányt arról, hogy az új város közös adminisztráció és népgyűlés (ekklészia) alatt fog működni, közös tanácsa (bulé), és három fő végrehajtó tisztviselője, prütanisza lesz. Az új város neve a „Rodosziak démosza” (δῆμος Ρόδου), védőistene Héliosz napisten lett, az ő papja volt az arkhón, a prütaniszok elnöke. Az új várost a milétoszi Hippodámosz műépítő tervei szerint, szabályos alaprajzzal építették fel. A sziget három démoszra történt felosztása megmaradt, de ezek ettől fogva már csak a helyi ügyekben voltak illetékesek.
A szigetnek az anatóliai partokhoz közel fekvő hadikikötője kitűnően kontrollálhatta a kor part menti hajózását. Rodosz hatalma ezután gyorsan növekedett és különböző gyarmatokat alapított. I. e. 396-ban egy spártai-perzsa konfliktus során Rodosz újra átállt, ezúttal a perzsák oldalára. A polisz a Spárta-ellenes görögök és a velük tárgyaló perzsa követek találkozóhelye lett. Dorieusz a Peloponnészoszt is felkereste titokban, hogy Spárta-ellenes lázadást szítson, de elfogták és kivégezték.
I. e. 364-ben, amikor Epameinóndasz egy boiótiai flotta élén tengerre szállt, Rodosz egy ideig a szövetségese volt. I. e. 357-ben Mauszolosz káriai fejedelem ösztönzésére a rodosziak szövetséget kötöttek Büzantion (Βυζάντιον) polisszal, a későbbi nagy hatalmú Bizánc elődjével, amely Athén ellenfele volt. Rodoszt Khiosz, Kosz és más poliszok is követték, és a bekövetkező háborúban az embatai tengeri csatában vereséget mértek Athénre i. e. 355-ben.
Kária időközben egyre nagyobb befolyásra tett szert Rodosz felett. Mauszolosz halála után nővére, hitvese és egyben utódja, Artemiszía(en) i. e. 351-ben megostromolta a várost és elpusztította flottáját. Csak jóval Artemiszía halála után, i. e. 340-ben tudtak a rodosziak megszabadulni a káriaiaktól.

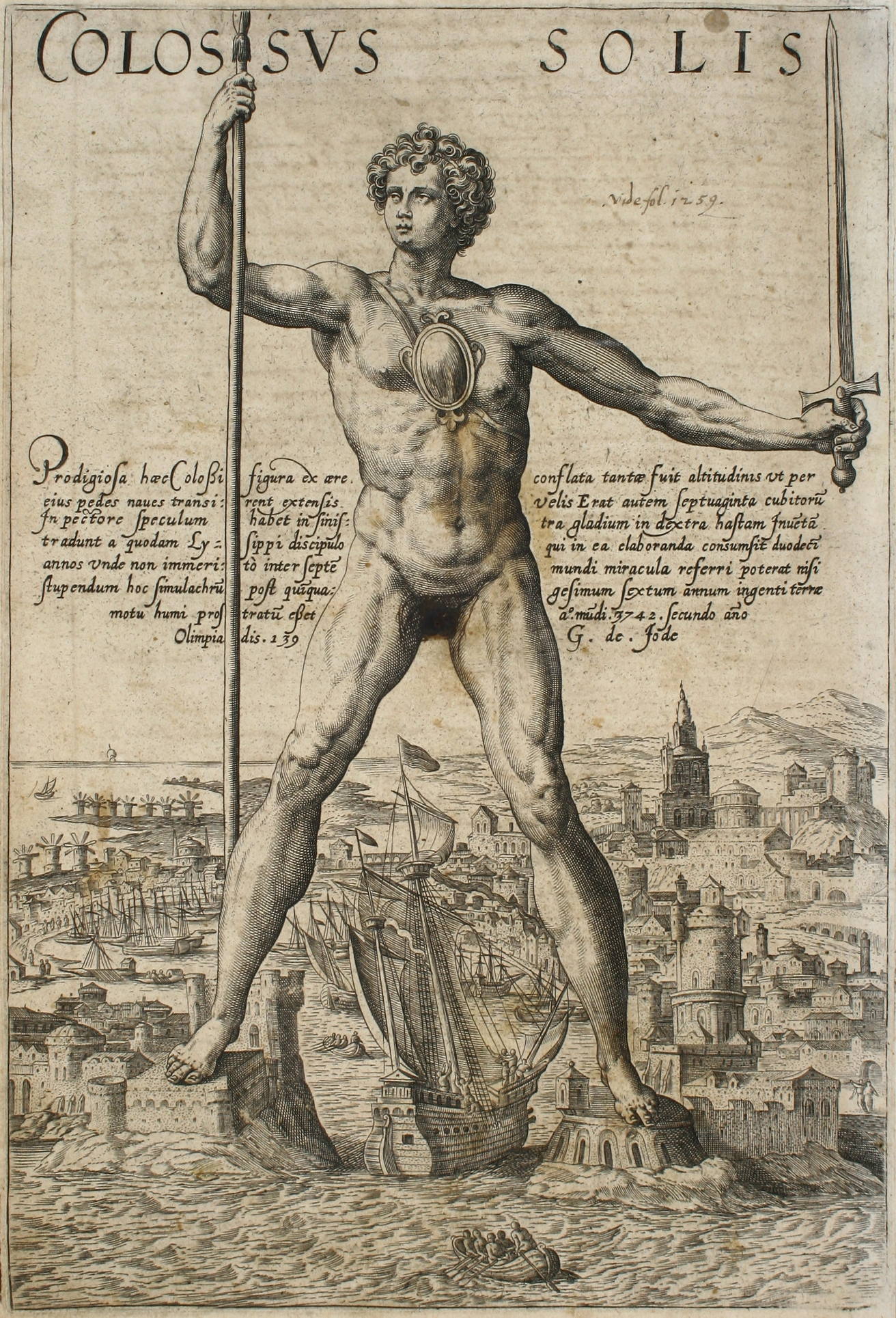
"A széttárt lábú rodoszi kolosszus lándzsával a jobb kezében és karddal a bal kezében a kikötő bejárata felett, amelyen áthalad egy hajó. Ábrázolás 1580 körül

Nagy Sándor felemelkedésekor, i. e. 332-ben Rodosz a szövetségese lett. Beleegyezett egy makedón helyőrség állomásoztatásába és segítséget nyújtott Türosz ostromához. Nagy Sándor halála után azonban elűzték a helyőrséget és az egyiptomi Ptolemaioszokkal építettek ki kapcsolatokat. Emiatt a Ptolemaiosz ellenfele, I. Antigonosz makedón király utódja, Démétriosz i. e. 305-304-ben egy éven át ostromolta Rodoszt. A korban szinte erejű csapatokat és ostromgépeket sorakoztatott fel, de eredménytelen maradt. A sikertelen ostrom után a hadigépek a vár körül maradtak. Rodosz lakói ezeket eladták és ellenértéküket felhasználták a híres rodoszi kolosszus, a világ hét csodájának egyike felépítéséhez.
Rodosznak ezután sikerült szerződésben rögzítenie függetlenségét mind Ptolemaiosz, mind Antigonosz utódaival szemben. A sziget ezután a Karthágótól Mezopotámiáig terjedő tágabb térség közvetítő kereskedelmének egyik fő központja lett, másfél évszázados gazdasági virágzás következett. Rodosz tengerészeti törvényeit az egész Földközi-tengeren elfogadták és érvényüket később a rómaiak is elismerték. I. e. 220 körül a rodosziak befolyásukkal képesek voltak megakadályozni, hogy a bizánciak adót vessenek ki a Helleszpontoszon áthaladó gabonára. Művészet és tudomány virágzottak Rodoszon, híres szobrásziskola jött létre. A sziget lakossága elérte a 300 000 főt, a szigeten pedig 3000 szobor állott.
I. e. 227-ben egy földrengés romba döntötte Rodosz város falait és a Kolosszust is. A súlyos károk enyhítésére csaknem az összes görög város segítséget küldött Rodosz számára. A város gazdasági hatalma végül is nem rendült meg túlzottan, de a Kolosszust nem állították helyre, mert ez egy jóslat szerint újabb katasztrófát okozhatott volna.
A görög világban az i. e. 3. század végén V. Philipposz makedón király hatalma emelkedett fel. Rodosz befolyását fenyegetve érezte, ezért Bizánccal, Pergamonnal, Kosszal együtt Róma pártjára állt a makedónokkal szemben, és a künoszkephalai csatában hozzájárult a döntő győzelemhez. Rodosz ugyancsak Róma oldalán harcolt i. e. 190-ben a III. Antiokhosz szeleukida uralkodó ellen vívott, Side melletti tengeri csatában, ahol a szeleukida hajóhadat Hannibal vezette; jutalmul a rómaiaktól nagy kis-ázsiai területeket, Lükiát és Kária déli részét kapta. A rodoszi városállam így hatalma új csúcspontjára érkezett, szárazföldi hódításai mellett „oltalma alá vette” a déloszi szentélyt és a görög szigetek körülötte csoportosuló közösségét.

### Római-bizánci befolyás
V. Philipposz utódjával, Perszeusz makedón királlyal Rodosz jó kapcsolatokat ápolt, talán fékezendő a rómaiak gyors emelkedését. Ez a politika azonban nem sok sikert hozott, mert a rómaiak i. e. 168-ban a püdnai csatában Perszeusz és szövetségesei döntő vereséget szenvedtek. A rómaiak büntetése nem maradt el: Rodosznak le kellett mondania a kis-ázsiai birtokairól, Kária legdélibb részét kivéve, le kellett mondaniuk. Még nagyobb csapás volt számukra, hogy Róma szabadkikötői jogot adott Délosznak. A Rodosz által a kereskedelmi tranzitból húzott jövedelem így hamarosan 1 millió drachmáról 150 ezerre csökkent.
I. e. 164-ben a rodosziak szövetségre kényszerültek Rómával, és vállalniuk kellett azt, hogy részt vesznek a rómaiak katonai műveleteiben. Így részt vettek a harmadik pun háborúban, valamint a Pontosz elleni hadjáratokban, bár azzal az országgal korában jó kapcsolatokat ápoltak. A római polgárháború idején hiába próbáltak kimaradni a harcokból. Cassius és Brutus i. e. 44-ben a támogatásukat követelte a Kis-Ázsiában tartózkodó ellenfeleikkel szemben, és amikor Rodosz ki akart ez elől térni, Cassius ostrommal elfoglalta a várost, zsákmányul ejtette illetve elpusztította a rodoszi flottát, nagy öldöklést vitt végbe a sziget prominens személyei, filozófusok és művészek körében, és elrabolta kincseinek nagy részét. Rodosz ezután a jelentéktelenségbe süllyedt, amit csak súlyosbított az i. sz. 155-ben történt újabb katasztrofális földrengés. Névleges önállóságát azonban megtartotta Diocletianus császár koráig (i. sz. 244-311), amidőn a provincia insularum, vagy ἐπαρχία (azaz a „Szigetek tartománya”) központja lett.
A kereszténység i. sz. 57-ben jelent meg a szigeten, Pál apostol látogatásával. I. sz. 325-ben, a a keresztény egyház első egyetemes tanácskozásán Euphronius püspök képviselte Rodoszt. A Római Birodalom felosztása után a sziget a Bizánci Birodalom része lett. Falait újjáépítették, és egy ideig viszonylagos nyugalomban élt. 515-ben azonban újabb nagy földrengés döntötte romba épületeit, majd 620-ban, II. Huszrau szászánida király idején a perzsák foglalták el, Hérakleiosz bizánci császár azonban hamarosan visszafoglalta. 653-ban I. Muávija omajjád kalifa hadai foglalták el, akik összegyűjtötték a rodoszi kolosszus bronzanyagának maradványait és eladták egy zsidó kereskedőnek. 807-ben Hárún ar-Rasíd bagdadi kalifa alattvalói, a szeldzsuk törökök fosztogatták.
1082-ben a velenceiek Bizánc engedélyével kereskedelmi állomást létesítettek szigeten. 1192-ben Oroszlánszívű Richárd és II. Fülöp Ágost francia király a III. keresztes hadjáratra felvonulóban megálltak a szigeten készleteket gyűjteni és zsoldosokat toborozni.
1204-ben, amikor a IV. keresztes hadjárat során a keresztesek elfoglalták Bizáncot, Rodosz kormányzója, Leon Gavalas önállósította magát, mint Rodosz „császára” és saját pénzt veretett. 1224-ben III. Ióannész nikaiai császár vetette uralma alá a szigetet. 1240-ben Leon Gavalas testvére, Ioannes lett a kormányzó, aki együttműködött a nikaiai császárról a Konstantinápolyi Latin Császárság ellen.
1248-ban a genovaiak foglalták el a szigetet. 1261-ben Palaiologosz Mihály helyreállította a Bizánci Birodalmat. 1275-ben Bizánc újjáépíttette Rodosz városfalait, de aztán, több más területtel együtt, 1278-ban hivatalosan is átengedte a genovaiaknak a szigetet.

### A lovagok kora

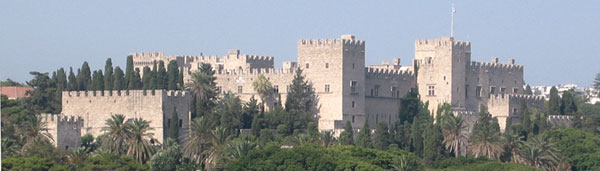
Rodosz város erődje

1306-ban Vinioli genovai admirális eladta Rodoszt, Kosz és Lerosz szigeteivel együtt a Jeruzsálemi Szent János Ispotályos Lovagrendnek, akiket 1291-ben kiűztek a Szentföldről és addig Cipruson leltek menedéket. A lovagok Rodoszra költöztek, de a lakosság jelentős ellenállást tanúsított velük szemben, ezért csak 1309-re tudták konszolidálni uralmukat a sziget felett. A lovagok hatalmukat hamarosan kiterjesztették a Dodekanészosz legnagyobb részére, kivéve Kárpáthosz, Kaszosz és Asztipalea szigeteit.
A lovagok katolikus vallási közösséget alkottak, tagjaik Európa különböző részeiből érkeztek. Mivel a korban a nemzet fogalma még kialakulatlan volt, az általuk beszélt nyelvek szerint különböztették meg magukat. Hét ilyen nyelvi csoport létezett, az provanszál, az Auvergne-i, a francia, az olasz, az aragóniai, az angol és a német. Az aragóniai csoport később szétvált a kasztíliai és a katalán nyelvek csoportjára. A hivatalos nyelv a latin volt, de a nyelvi csoportok között általában a francia volt a kommunikáció nyelve. A lovagok szellemi vezetője a római pápa volt. A lovagok által kinevezett rodoszi püspök lett a helyi görög metropolita egyházi felettese. A görög lakosság a lovagokat az ókori szobor nyomán „kolosszusoknak” keresztelte el.
A lovagok nemes családok sarjai voltak; a káplánok, egyházi személyek, valamint a szolgáló testvérek, akik a betegeket ápolták, is szabad családokból érkeztek, jobbágyszármazásúak nem lehettek köztük. A lovagok maguk közül választották a nagymestert. A lovagrend rodoszi uralma idején, 1309-től 1522-ig 19 nagymester tevékenykedett, az első közülük Foulques de Villaret, az utolsó Rodoszon Philippe de Villiers de L’Isle-Adam lett. Közülük összesen 14 francia nyelvű volt.
A lovagok idején a sziget és a város, bár külföldi uralom alatt, de jelentős fejlődést ért el. A keleti és nyugati kereskedelmi kapcsolatok egyaránt jól fejlődtek, a kor fontos olasz, spanyol és francia kereskedelmi és pénzügyi vállalkozásai telepedtek meg Rodoszon. Fellendült az építészet, aminek emlékei ma is láthatók Rodosz város világörökségi óvárosában. A legnevezetesebbek a Nagymesteri Palota és a Lovagok utcája.

### Török uralom
1480-ban II. Mehmed oszmán szultán seregei sikertelenül ostromolták a szigetet. 1522. június 28-án azonban I. Szulejmán oszmán szultán 100 000 fős sereggel támadt Rodoszra. A lovagok a nép támogatásával kemény ellenállást fejtettek ki. Egy elégedetlen lovag, d'Amaral azonban árulást követett el: megmutatta a törököknek a várfalak leggyengébb pontját. Az árulót és társait kivégezték, de a török győzelmet már nem lehetett elhárítani.[forrás?] A nagymester 1522 decemberében tárgyalásokat kezdeményezett, majd megállapodott a szultánnal a szabad elvonulásban, amire 1523. január 1-jén került sor. A hátramaradó lakosságnak azonban sok szenvedést kellett elviselnie.

### Olasz fennhatóság, német megszállás
A 390 éves török uralom 1912 májusában ért véget, amikor Olaszország az olasz–török háború során a Dodekanészosz szigetcsoporttal együtt elfoglalta. Ennek következtében a szigetet nem érintette az 1922-es török-görög lakosságcsere-egyezmény, így itt nem került sor a török kisebbség kényszer-kitelepítésére, hanem egy részük máig a szigeten maradt.
Az olasz fasizmus idején a szigeten nagy építkezések folytak az olasz birodalmi gondolat jegyében. A Nagymesteri palota például az eredeti másfélszeres méretében „épült újjá”.
Amikor Olaszország 1943-ban felmondta a második világháborús német szövetséget, németek csapatok szállták meg a szigetet. A közigazgatás a helyi olasz hatóságok kezében maradt, a németek csak katonai építkezéseket folytattak. Eleinte a zsidó lakosságot sem üldözték, de 1944. július 13-án a szigeten állomásozó Kommandant Ost-Ägäis, a német kelet-égei-tengeri parancsnokság rendeletet adott ki a zsidók deportálásáról és vagyonuk elkobzásáról. Az intézkedés közvetlen kiváltó oka az volt, hogy a német megszállók ellátási nehézségekkel találták szemben magukat és ezen a zsidó vagyonok elkobzásával kívánták segíteni. A deportálás július 24-én indult meg, összesen 1673 zsidót szállítottak Pireuszon át Auschwitzba. Közülük csak 151-en élték túl a holokausztot.
A szövetségesek a háború végére teljes blokád alá helyezték a szigetet. 1945. május 9-én a német katonák brit hadifogságba kerültek. A szövetségesek általi átmeneti irányítás után 1948. március 7-én a szigetet Görögországhoz csatolták.

## Élővilág

### Növényzet
A sziget sok különböző élőhelye változatos növényvilágnak ad otthont. Rodosz az emberek letelepedéséig erdős volt, a mediterrán térség többi szigetéhez hasonlóan. Mára nagyrészt az emberi tevékenység hatására (fakitermelés a hajók és házak építéséhez, kecsketartás) elvesztette erdőtakaróját, kopár, illetve cserjés területek váltakoznak rajta megművelt vidékekkel és a kevés megmaradt vagy újratelepített erdővel. Ennek ellenére a cserjékkel borított hegyoldalak, sovány talajok még ma is sok botanikai kincset rejtenek. A flóra különösen gazdag sokféle gumós növényben. A korlátozott területű síkságokon főleg citrusféléket, szőlőt, más gyümölcsöket termesztenek.
Rodosz híres tavaszi pompás virágtakarójáról is. Februárban, elsőként a kökörcsinek bújnak elő. A sziget növényzetében sok keleti származású faj fordul elő. A görög szigetekre egyébként nem jellemző, a délkeleti parton található homokdűnés területein, a tengertől néhány méterre tavasszal sárga szarumák, lila tengeri viola, vörös pipacs, illetve a nyár közepén fehér tengeri liliom nyílik.
Május végén, júniusban a bogáncsok, a spanyol aranybojtorján (Scolymus hispanicus), a máriatövis (Silybum marianum) és a kék szamárkenyér visznek némi szint a tájba. A sziklás vízmosásokban rengeteg leander (Nerium oleander) nyílik.
Ősszel az őszi vetővirágok (Slerbergia lulea), a rózsaszín kikericsek (Colchium eupanii), görög ciklámen (Cyclamen graecum) és az apró, fehér nárciszok (Narcissus serotinusi) jelennek meg. Rodoszi specialitás az őszi kikerics (Colchucum macrophyllum) és az apró, sárga virágú liliom (Fritillaria rhodia) is.

#### Orchideák
Rodosz szigetén több mint 40 vad orchidea-faj él. A bangók, az Ophrys nemzetség tagjai rovarok alakját, színét és illatát utánozzák a beporzás érdekében (például a poszméhbangó (Ophrys fuciflora), a Ferdinánd király-bangó, amelynek virágja a calliphora légyhez hasonlatos, (Ophrys regisferdinandii), és a Reinhold-bangó (Ophrys reinholdii). A Profitisz lliasz hegy fenyveseiben megtalálható a rózsaszín kosbor (Orchis italica) és a hosszú tüskés gérbics (Limodorum abortivum) is.

#### Erdők
A domboldalakon gyakran látni a sötét ciprusokat (Cupressus sempervirens), amelyeket gyakran a kápolnák köré ültetnek. A júdásfák (Cercis siliquastrum) tavasszal virágoznak.
A kevés eredeti növényzetű erdős területen a kalábriaifenyő (Pinus brutia) az uralkodó faj, az európai ciprus (Cupressus sempervirens) mellett. Ezek a fafajok illóolajat termelnek, és már az ókorban lehetővé tették szépítőszerek és gyógyszerek gyártását, de egyben gyúlékonyságuk miatt táplálják az erdőtüzeket is, amelyek időről időre nagy károkat okoznak. Ugyanakkor ezeknek a fafajtáknak nagy a túlélő képessége, egy részük képes az erdőtüzek után is újra kihajtani, mert külső kérgük gyorsan leég, de ez nem mindig okozza az egész növény pusztulását.
Az erdők ritkásak, a fák között dús aljnövényzet fejlődhetett ki, amelynek egyik jellemző képviselője a bodorrózsa.

### Állatvilág

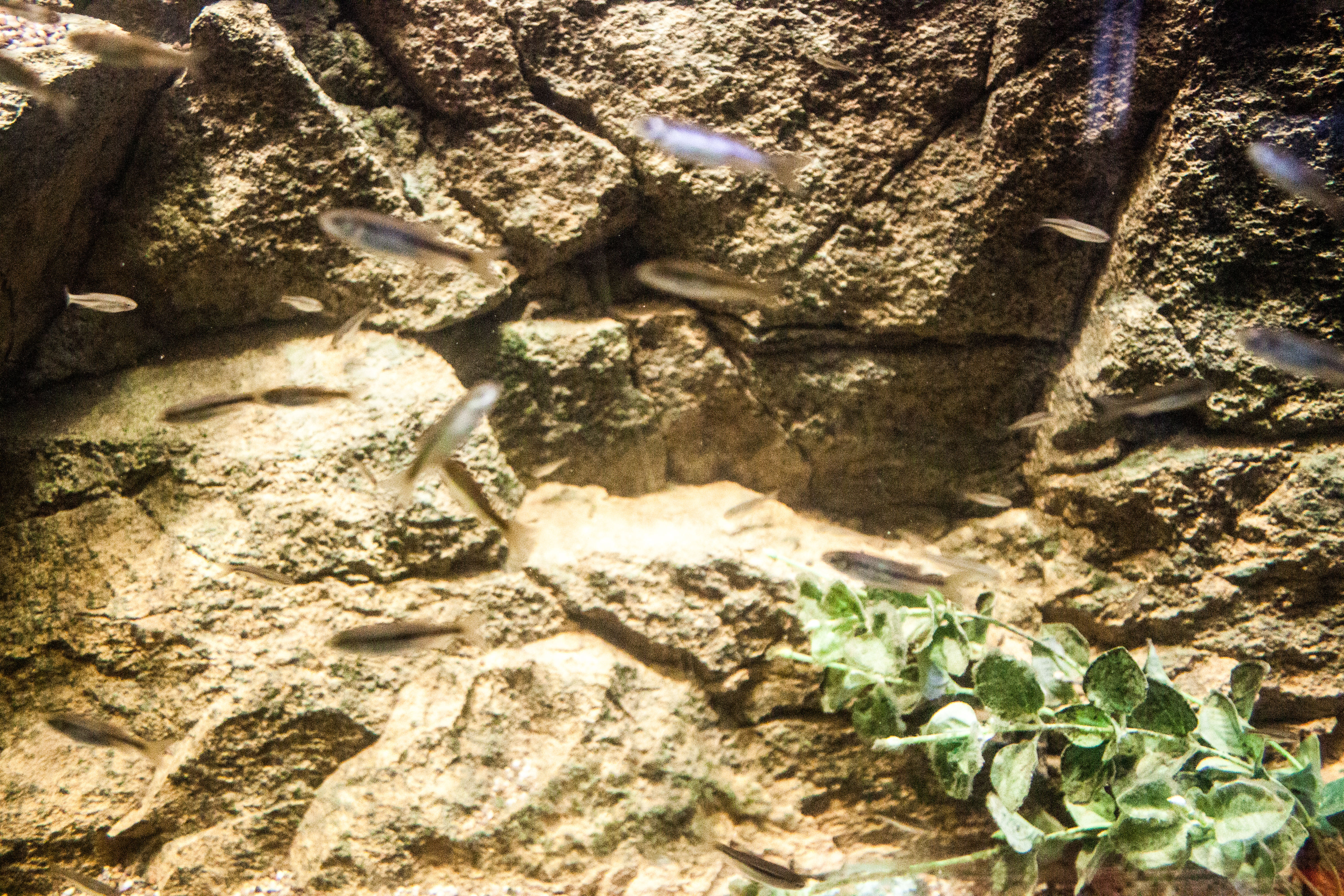
A csak Rodoszon élő kis gizáni a Rodoszi Hidrobiológiai Intézet akváriumában

A pleisztocén korban Rodoszon csakúgy, mint a Földközi-tenger más nagy, vagy akár kisebb szigetein is, mint a Rodosz közeli Tilosz, törpe elefántok és törpe vízilovak éltek. Őseik akkor estek csapdába, amikor, valószínűleg a messinai sókrízis nyomán, a vízszint emelkedése elzárta előlük a szárazfölddel való összeköttetést. A szigeti körülmények között, az izolált zsugorodás eredményeképpen váltak kis méretűvé.
A sziget jelképét alkotó szarvasok az ókorban kerültek Rodoszra. Eredetükkel kapcsolatban több különböző legenda maradt fenn. Mikor számuk a vadászat miatt lecsökkent, a johannita lovagok újra betelepítették azokat. A török időkben újra levadászták, majd az olasz uralom idején megint betelepítették őket. Jelenleg szigorú védettséget élveznek.
A félvad állapotban tartott kecskék a sziget minden részén előfordulnak – és továbbra is megnehezítik az erdősödést.
A sziget kevés édesvizében, kis patakokban fordul elő az egyetlen rodoszi endémikus halfaj, a 3-5 centiméteres gizáni (Ladigesocypris ghigii).

#### Madarak
A madárvilág nagyon változatos, főleg amiatt, hogy a sziget az égei-tengeri török partok mentén, a vándormadarak egyik fő útvonalán fekszik. Tavasszal elsőként általában a sarlósfecskék és villásfecskék érkeznek. A megművelt földeken feltűnnek a hantmadarak és a pacsirták (közöttük a bóbitás havasi fülespacsirta is). A darázsölyvek, réti héják és a kék vércsék magasan, a termikekeket felhasználva repülnek. A fehérkarmú vércséknek Rodoszon Lindosz közelében fészkelő kolóniáik vannak. Monólithosz környékén gyakran látni vándorsólymokat a sziklás partok felett.
A legszínesebb madarak a metálkék tollazatú szalakóták. A méhevő gyurgyalagok a sziget déli részén, a Praszoniszi-fok környékén a leggyakoribbak. Monólithosz, Kamirosz Szkala és az Atávirosz-hegy vidékén kék kövirigók, szirti fecskék, hollók és időnként havasi sarlósfecskék is feltűnnek.

#### Rovarok
A legfeltűnőbbek a fecske- és kardfarkú lepkék, illetve a közeli rokonaik, a farkasalmalepkék. A hegyi tisztásokon látható a Kleopátra lepke, ami egy citromsárga citromlepke, világos narancsszínű foltokkal. A kis pávaszemek igen elterjedtek, különösen az apró termetű szenderek, amelyek nappal repülnek. A csíkos medvelepkék gyakoriak a környéken, különlegességüket az adja, hogy ezek alkotják a fő látványosságot a petaludeszi lepke-völgyben. Az éjjeli nagy pávaszemek kis denevérre hasonlítanak.
A gyakori imádkozó sáskának és a kabócáknak inkább a hangjukat hallani, látni őket csak ritkán lehet.

#### Hüllők

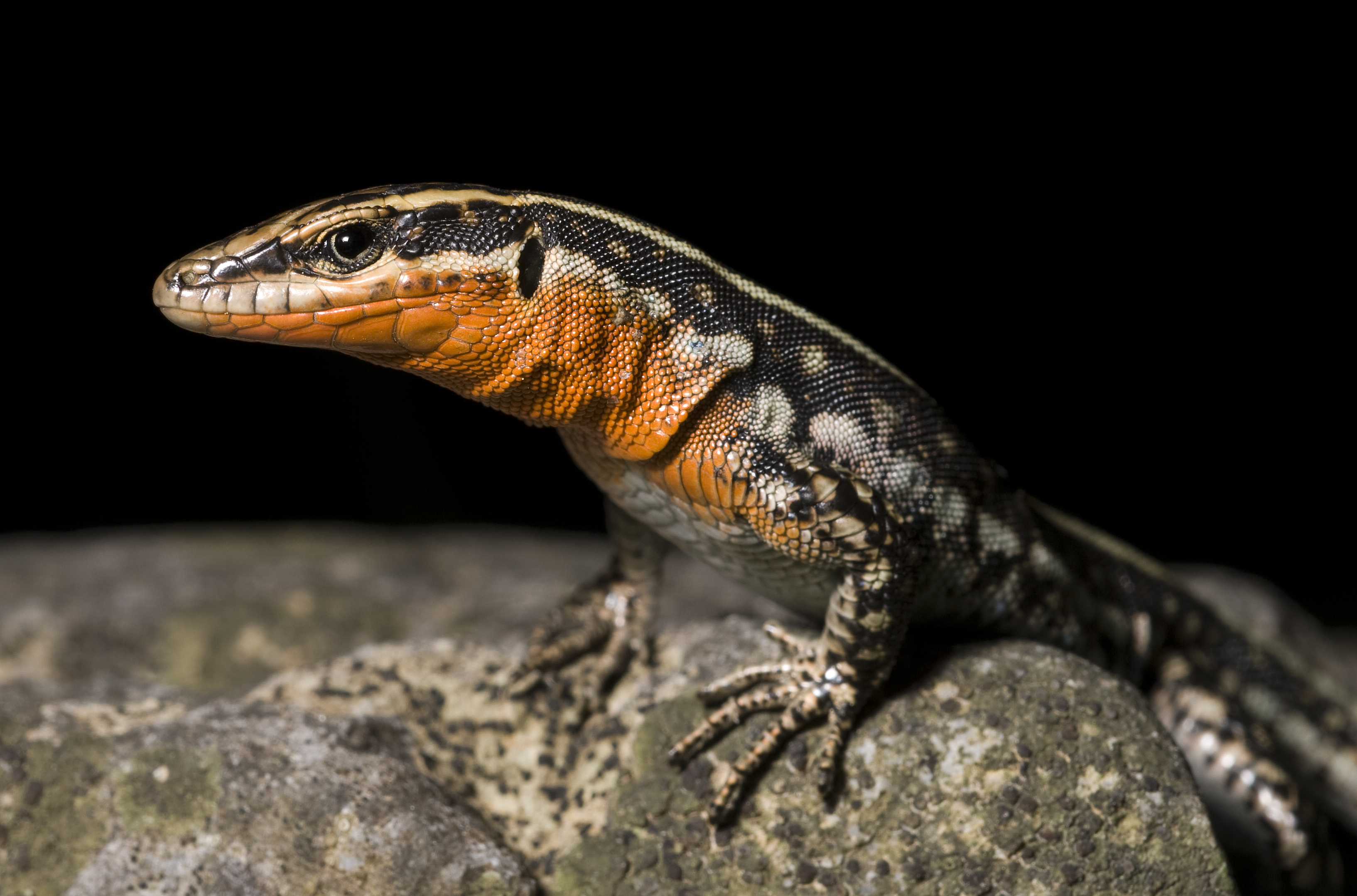
A nyakörvösgyíkfélék (Lacertidae) családjába tartozó Anatololacerta oertzeni Rodosz szigetén

Rodoszon sokféle kígyó él, közülük a ma már ritka levantei vipera (Vipera lebetina) az egyetlen emberre is veszélyes faj. Gyíkok is gyakran előfordulnak a gekkóféléktől az agámafélékig, az egyiküket „rodoszi sárkánynak” is nevezik. A békák fő képviselői az apró zöld levelibéka (Hyla arbarea) és a tavi béka (Rana ridibunda).

## Éghajlata
Rodosz Afrika északi részével azonos szélességi fokon helyezkedik el, a forró, száraz nyarak jellemzik éghajlatát. A telek a mediterrán jellegnek megfelelően enyhék. A tavasz és ősz rövid. Decembertől áprilisig hullik az évi csapadék túlnyomó része. Észak-északnyugatról a nyár nagy részében a meltémi(de) nevű erős szél hűsíti nyugati partjait. A tengervíz hőmérséklete júniusban éri el a 21 Celsius-fokot, augusztusban van a maximuma átlagosan 25 fokkal, és még októberben is 23 fokos.
| Hónap                         | Jan. | Feb. | Már. | Ápr. | Máj. | Jún. | Júl. | Aug. | Szep. | Okt. | Nov. | Dec. | Év   |
| ----------------------------- | ---- | ---- | ---- | ---- | ---- | ---- | ---- | ---- | ----- | ---- | ---- | ---- | ---- |
| Átlagos max. hőmérséklet (°C) | 14,9 | 15,2 | 16,9 | 20,2 | 24,3 | 28,4 | 30,5 | 30,6 | 28,3  | 24,4 | 20,1 | 16,6 | 22,6 |
| Átlagos min. hőmérséklet (°C) | 8,6  | 8,7  | 10,0 | 12,7 | 15,8 | 19,8 | 22,2 | 22,6 | 20,5  | 16,8 | 13,1 | 10,0 | 15,1 |
| Átl. csapadékmennyiség (mm)   | 148  | 118  | 75   | 24   | 14   | 3    | 3    | 0    | 7     | 64   | 88   | 145  | 689  |
| Forrás:                       |      |      |      |      |      |      |      |      |       |      |      |      |      |

| Rodosz                         | Rodosz      | Rodosz      | Rodosz      | Rodosz      | Rodosz      | Rodosz      | Rodosz      | Rodosz      | Rodosz      | Rodosz      | Rodosz      | Rodosz      | Rodosz      |
| Hónap                          | Jan         | Feb         | Már         | Ápr         | Máj         | Jún         | Júl         | Aug         | Sep         | Okt         | Nov         | Dec         | Year        |
| ------------------------------ | ----------- | ----------- | ----------- | ----------- | ----------- | ----------- | ----------- | ----------- | ----------- | ----------- | ----------- | ----------- | ----------- |
| Átlagos tengervíz hőm. °C (°F) | 17.9 (64.2) | 17.0 (62.6) | 17.1 (62.8) | 17.6 (63.7) | 20.1 (68.2) | 23.4 (74.1) | 25.9 (78.6) | 27.2 (81.0) | 26.7 (80.1) | 23.8 (74.8) | 20.9 (69.6) | 18.8 (65.8) | 21.4 (70.5) |
| Átlagos UV index               | 2           | 3           | 5           | 7           | 8           | 10          | 10          | 9           | 7           | 5           | 3           | 2           | 5.9         |
| Forrás: Weather Atlas          |             |             |             |             |             |             |             |             |             |             |             |             |             |

## Közigazgatás
Rodosz szigete tíz önkormányzati egységre, községre oszlik. Ezek a következők:
| Önkormányzati egység | Görög név                     | A közigazgatási egység EU-s száma | Székhely    | Terület (km²) | Lakosság 2001 | Lakosság 2010 | települések (Δημοτική Ενότητα)                                                                | Postai irányítószám | Telefon- előhívó |
| -------------------- | ----------------------------- | --------------------------------- | ----------- | ------------- | ------------- | ------------- | --------------------------------------------------------------------------------------------- | ------------------- | ---------------- |
| Rodosz város         | Δημοτική Ενότητα Ρόδου        | 810100                            | Rodosz      | 019 481       | 53 709        | 55 086        | Rodosz                                                                                        | 851 00              | 22410–4          |
| Arhangelosz          | Δημοτική Ενότητα Αρχαγγέλου   | 810200                            | Arhangelosz | 115 375       | 07779         | 07731         | Arhangelosz, Malon, Maszari                                                                   | 851 02              | 22440–2          |
| Atávirosz            | Δημοτική Ενότητα Ατταβύρου    | 810400                            | Embonas     | 234 350       | 03225         | 02429         | Embonas, Agios Isidoros, Kritinia, Monólithosz, Siana                                         | 851 08              | 22460–4          |
| Afantu               | Δημοτική Ενότητα Αφάντου      | 810500                            | Afandou     | 046 100       | 06712         | 06665         | Afantu, Arhipolisz                                                                            | 851 03              | 22410–5          |
| Jaliszósz            | Δημοτική Ενότητα Ιαλυσού      | 810800                            | Jaliszósz   | 016 700       | 10 107        | 10 111        | Jaliszósz                                                                                     | 851 01              | 22410–9          |
| Kalithea             | Δημοτική Ενότητα Καλυθιών     | 810900                            | Kalythies   | 109 750       | 10 251        | 09749         | Kalythies, Koskinou, Psinthos                                                                 | 851 05              | 22410–6          |
| Kamirosz             | Δημοτική Ενότητα Καμείρου     | 811100                            | Soroni      | 211 875       | 05145         | 04878         | Soroni, Apollona, Dimylia, Kalavarda, Platania, Skalakos, Fanes                               | 851 06              | 22410–4          |
| Lindosz              | Δημοτική Ενότητα Λίνδου       | 811700                            | Lindosz     | 178 900       | 03633         | 03411         | Lindosz, Kalathos, Laerma, Lardos, Pylonas                                                    | 851 07              | 22443–6          |
| Dél-Rodosz           | Δημοτική Ενότητα Νότιας Ρόδου | 812000                            | Jenádi      | 379 050       | 04313         | 03432         | Jenádi, Apolakkia, Arnitha, Asklipiio, Vati, Istrios, Kattavia Lachania, Mesanagros, Profilia | 851 09              | 22443–6          |
| Petaludesz           | Δημοτική Ενότητα Πεταλούδων   | 812200                            | Kremasti    | 089 150       | 12 133        | 11 842        | Kremasti, Damatria, Theologos, Maritsa, Paradisi, Pastida                                     | 851 04              | 22410–9          |

## Gazdaság
A gazdaság 85%-át az idegenforgalom képezi.[forrás?] Mezőgazdasági termékeit a kevés búzán és rozson kívül főképpen az olajbogyó-, a füge-, a déligyümölcs-, a szőlő-, illetve a bortermelés képezi. A szigeten termelt borok ill. borászati termékek egy részét exportálják. A két legnagyobb borászat, a Cair és az Emery termékeinek 5%-át exportálják.[forrás?] A háziállatok közül az öszvéren kívül leginkább juhot és kecskét tartanak. Az utóbbiak tejéből ízletes sajt készül.

## Közlekedés
A szigeten a tömegközlekedés még európai viszonylatban is jónak számít. Az autóbuszjáratokat a szigeten a KTEL és a RODA közlekedési társaságok biztosítják.[forrás?]
A hajó, ill. a kompösszeköttetés a görög szárazfölddel vagy a szomszédos szigetekkel is jó. A görög főváros kikötőjéből, Pireuszból naponta indulnak hajók, ill. kompok Rodosz szigetére.[forrás?]
Rodosz repülőtere, a Diagórasz (Rodosz-Diagórasz nemzetközi repülőtér – RHO) az idegenforgalmi szezonban az Égei-tenger legforgalmasabb repülőtere. A szezonban számtalan charter járat köti össze Rodoszt az európai nagyvárosokkal. A menetrend szerinti repülőgépösszeköttetést az Olympic Airways, valamint az Aegean Airlines biztosítja Athénnel és Szalonikivel.[forrás?]

## Turizmus és látnivalók

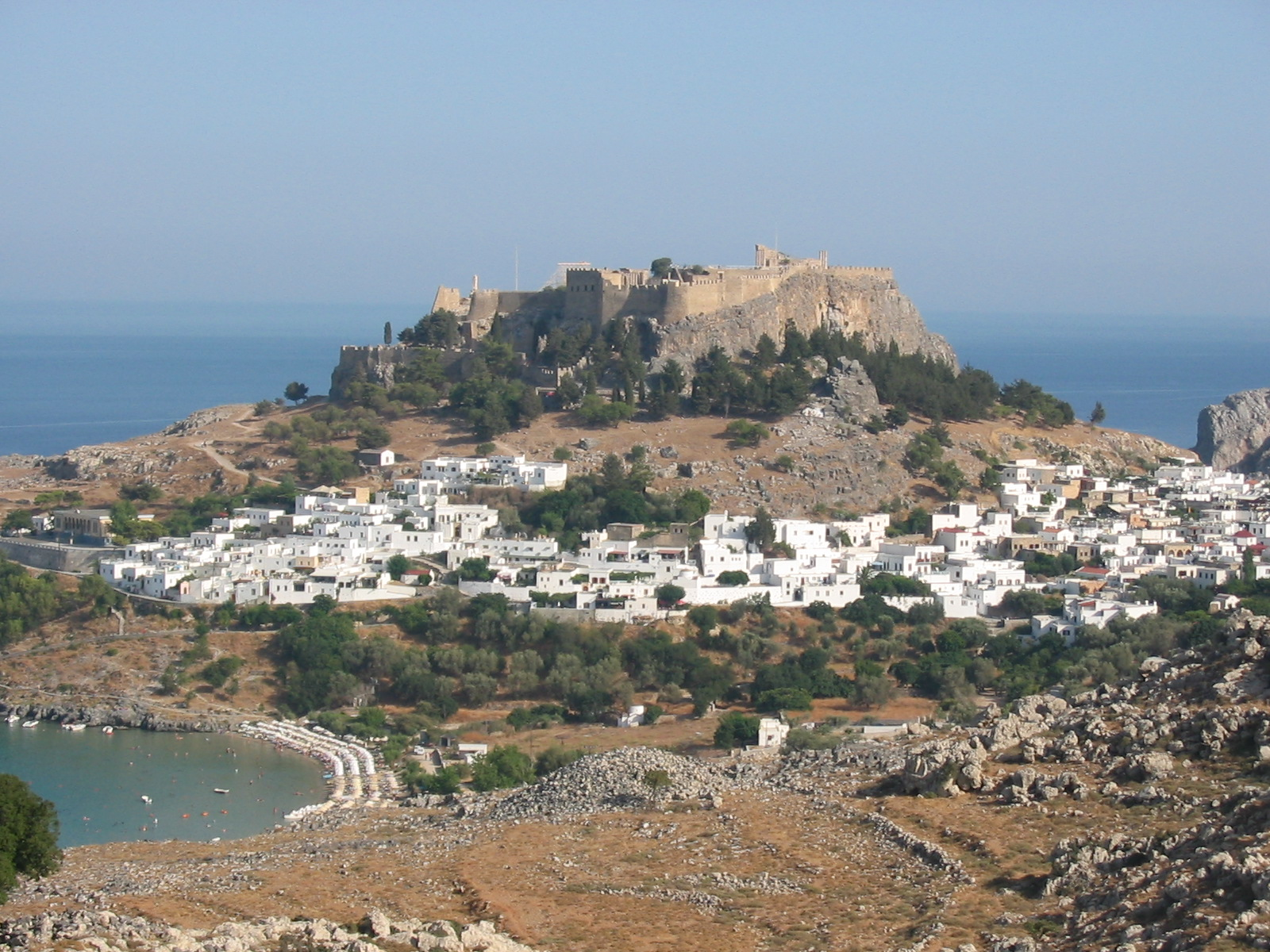
Lindosz fellegvára

Kréta mellett Rodosz a másik legfontosabb turisztikai rész Görögországon belül. A szezon eltart májustól októberig.
Fontos látnivalók:
- Rodosz város
  - Nagymesteri palota
  - Lovagok utcája
- Lindoszi vár

## Híres emberek
- Rhodoszi Andronikosz, filozófus
- Antagorasz költő
- Antiszthenész történetíró
- Apollóniosz szónok
- Apollóniosz Rhodiosz költő
- Athénodórosz szobrász
- Diagórasz, rodoszi születésű kétszeres olimpiai bajnok
- Hagészandrosz szobrász
- Hipparkhosz csillagász
- Kasztor történetíró
- Panaitiosz filozófus
- Peiszandrosz költő
- Polüdórosz szobrász
- Szimiasz grammatikus és költő
- Szószikratész történetíró
- Timokreón költő
- Timoszthenész földrajz- és történetíró